# Gleiritsch
Gleiritsch – miejscowość i gmina w Niemczech, w kraju związkowym Bawaria, w rejencji Górny Palatynat, w regionie Oberpfalz-Nord, w powiecie Schwandorf, wchodzi w skład wspólnoty administracyjnej Oberviechtach. Leży w Lesie Czeskim, około 24 km na północny wschód od Schwandorfu, przy drodze B22.

## Dzielnice
W skład gminy wchodzą dwie dzielnice: Bernhof i Gleiritsch.

## Demografia
| Rok  | Liczba mieszk. |
| 1970 | 653            |
| 1987 | 693            |
| 2000 | 696            |